# 侯爵夫人マリア・セッラ・パラヴィチーノの肖像

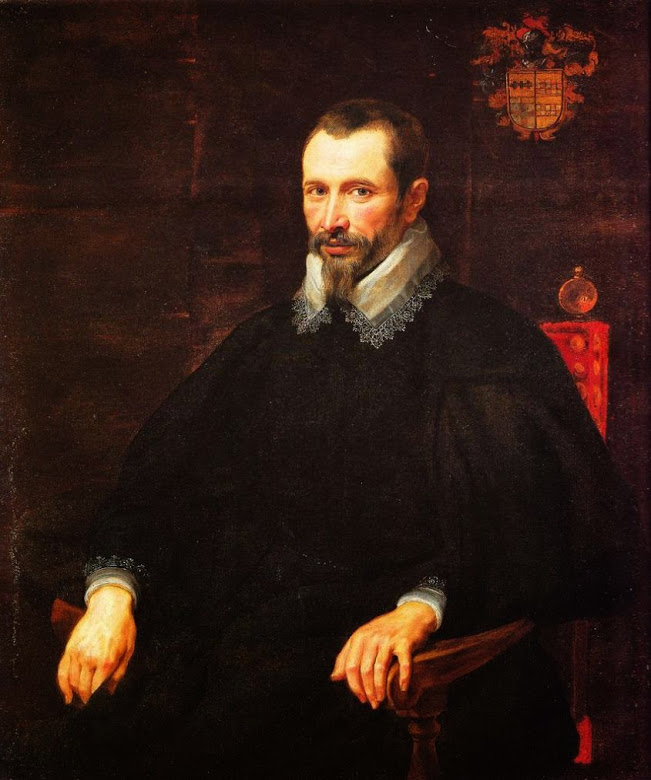
ルーベンスによる『ニコロ・パラヴィチーノの肖像』。1604年。個人蔵。

『侯爵夫人マリア・セッラ・パラヴィチーノの肖像』（こうしゃくふじんマリア・セッラ・パラヴィチーノのしょうぞう、蘭: Portret van marchesa Maria Serra Pallavicino、英: Portrait of Marchesa Maria Serra Pallavicino）は、バロック期のフランドルの巨匠ピーテル・パウル・ルーベンスが1606年に制作した肖像画である。油彩。初期のイタリア時代を代表する肖像画の1つで、ジェノヴァ共和国の貴族出身の女性マリア・セッラ（Maria Serra）を描いている。現在はナショナル・トラストの一部としてドーセット州ウィンボーン・ミンスターのキングストン・レイシーに所蔵されている。

## 制作背景
ルーベンスはジェノヴァを訪問した1605年と1606年およびその直後に、ジェノヴァの貴族セッラ家、パッラヴィチーノ家の女性たちの一連の肖像画を描いている。本作品はそのうちの1点である。
他の作品にはバスコット・パーク所蔵の『ヴィオランテ・マリア・スピノーラ・セッラの肖像』（Violante Maria Spinola Serra）、カールスルーエ州立美術館所蔵の『ヴェロニカ・スピノーラ・ドーリアの肖像』（Portret van Veronica Spinola Doria）、本作品と同じくキングストン・レイシー所蔵の『従者を伴う侯爵夫人マリア・グリマルディの肖像』（Portret van Marchesa Maria Grimaldi）、シュトゥットガルト州立美術館所蔵の『侯爵夫人ビアンカ・スピノーラ・インペリアーレと孫娘マリア・ジョヴァンナ・セッラ』（Portret van Bianca Spinola Imperiale en haar kleindochter Maria Giovanna Serra）、『侯爵夫人ブリジダ・スピノーラ＝ドーリアの肖像』（Portret van marchesa Brigida Spinola-Doria）が知られている。

## 人物
マリア・セッラはジェノヴァの貴族セッラ家出身の女性である。彼女は同じくジェノヴァの貴族パラヴィチーノ家の出身であるニッコロ・パラヴィチーノと結婚した。彼女の夫はマントヴァ公ヴィンチェンツォ1世・ゴンザーガに仕えていた。ニッコロの兄はルーベンスに『キリストの割礼』（Besnijdenis van Christus）を発注したマルチェロ・パラヴィチーノ神父である。またマリア・セッラの兄弟ジャコモ・セッラは、夫ニッコロの紹介でルーベンスと知り合い、サンタ・マリア・イン・ヴァリチェッラ教会の主祭壇画『聖母子の画像を崇める聖グレゴリウスと諸聖人』を制作する画家としてオラトリオ会にルーベンスを推薦した人物であった。

## 作品
ルーベンスは右手に扇子を持ち鑑賞者に向かって座るマリア・セッラを描いている。全身像として描かれた彼女は、豪華な銀色のサテンのドレスと白と銀のレースの広い襞襟を身にまとっており、ドレスの裾は画面左側に広い襞を作って落ちている。ドレスはボディスとストマッカーをほぼ完全に覆う金色の刺繍のレースで飾られている。床まで垂れ下がったドレスのオーバースリーブにも金のレースが刺繍され、裏地に金色の布が付けられている。茶色の髪は真紅の花、宝石、白鷺の羽根で飾られている。赤い豪華な背もたれの高い椅子に座っているが、オウムが背もたれの角に止まっており、椅子に打たれた鋲をつついている。背景はアーチ状の古典的な石造りの建築学的要素で構成されている。大理石は白亜ではなく暗い色のものが使用され、イオニア式の石柱を備えている。画面左端上では大きな緋色のドレープが引き絞られ、画面右端に青空と雲が見える。
本作品はバスコット・パークとカールスルーエ州立美術館の肖像画の服装や姿勢、容貌の特徴、舞台の配置と極めてよく似ており、描かれた女性たちが誰であるかについて、以前から多くの混乱が生じていた。本作品は19世紀に侯爵夫人イザベラ・グリマルディ（Marchese Isabella Grimaldi）を描いた作品とされたが、これは当時の所有者であったグリマルディ家によって与えられたものと考えられている。現在では、画面上部のカーテンの紋章学的モチーフの研究から、描かれた女性はマリア・セラであると特定されている。

## 来歴
本作品は18世紀にグリマルディ家が所有するところとなっており、画家・伝記作家のカルロ・ジュゼッペ・ラッティによって、『従者を伴う侯爵夫人マリア・グリマルディの肖像』とともにジョヴァンニ・バッティスタ・グリマルディ・ラ・ピエトラ（Giovanni Battista Grimaldi La Pietra）が居住していたジェノヴァのチェントゥリオーネ宮殿（Palazzo Centurione）の1階で記録されている。1840年、『侯爵夫人マリア・セッラ・パラヴィチーノの肖像』と『従者を伴う侯爵夫人マリア・グリマルディの肖像』の両作品はイギリスの政治家・探検家・エジプト学者・美術収集家ウィリアム・ジョン・バンクスによって取得された。その後、2点の肖像画はバンクス家に相続され、ヘンリー・ジョン・ラルフ・バンクスの1981年の死後、遺言によりコーフ城およびキングストン・レイシーの財産のすべてをナショナル・トラストに譲った。

## ギャラリー
ルーベンスの同時期の肖像画

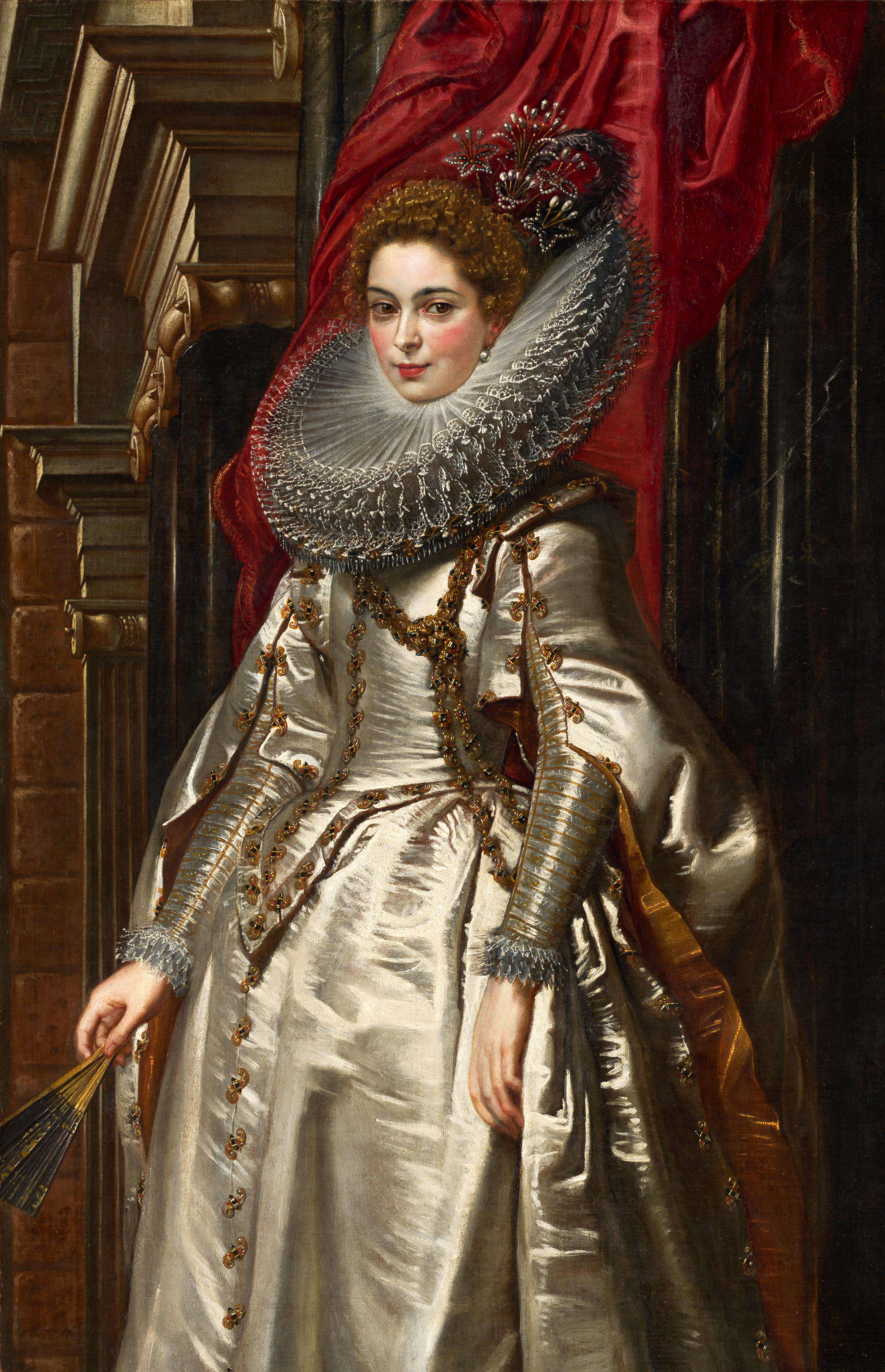
『侯爵夫人ブリジダ・スピノーラ＝ドーリアの肖像』1606年 ナショナル・ギャラリー所蔵
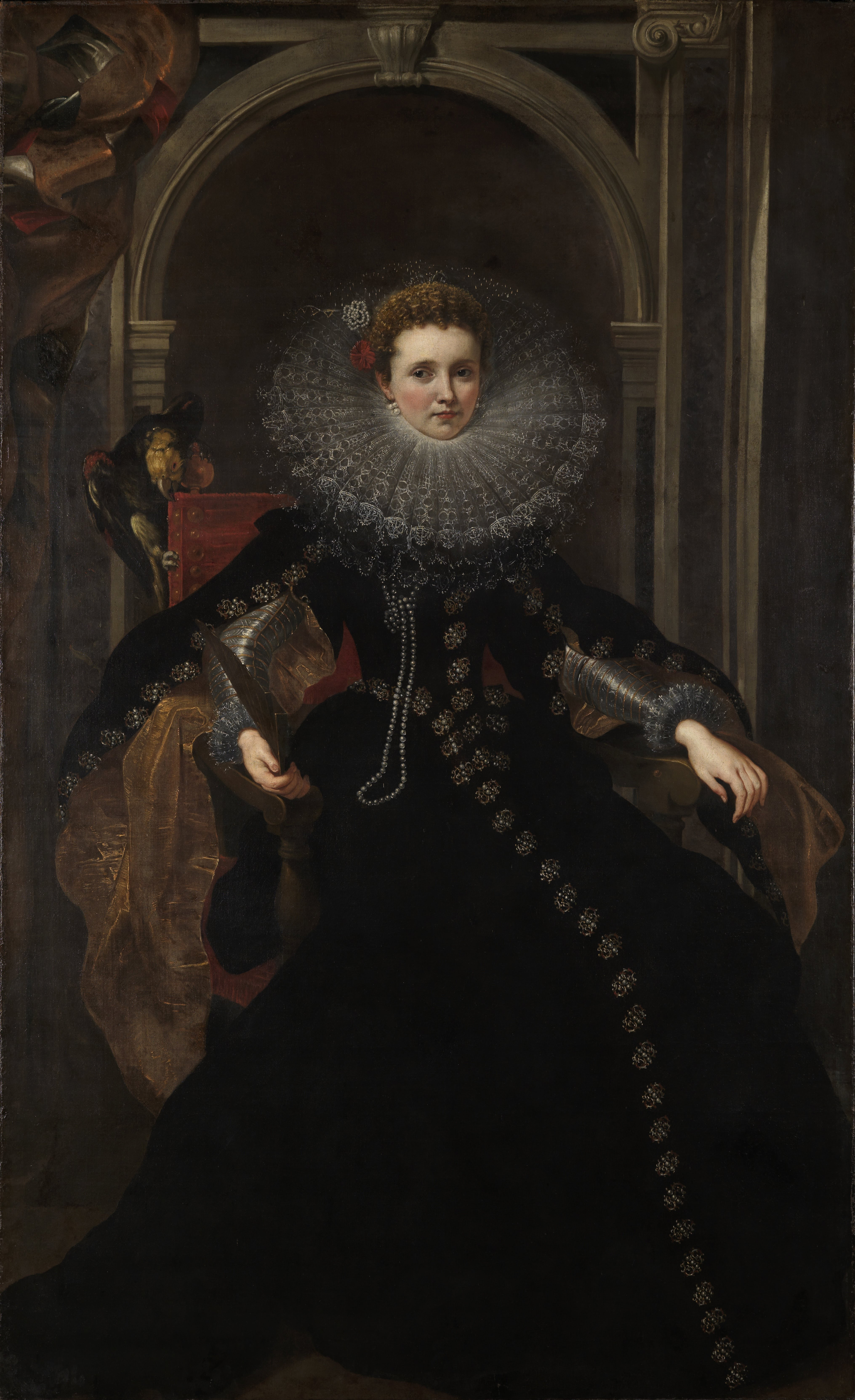
『ヴェロニカ・スピノーラ・ドーリアの肖像』1606年ごろ カールスルーエ州立美術館所蔵
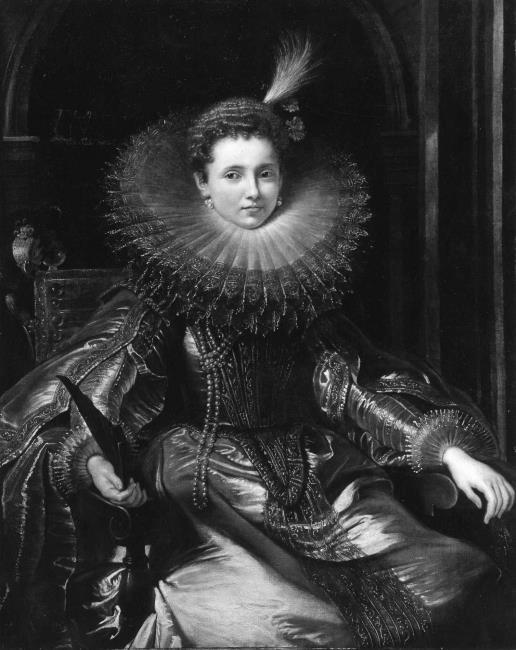
『ヴィオランテ・マリア・スピノーラ・セッラの肖像』1607年ごろ バスコット・パーク（英語版）所蔵
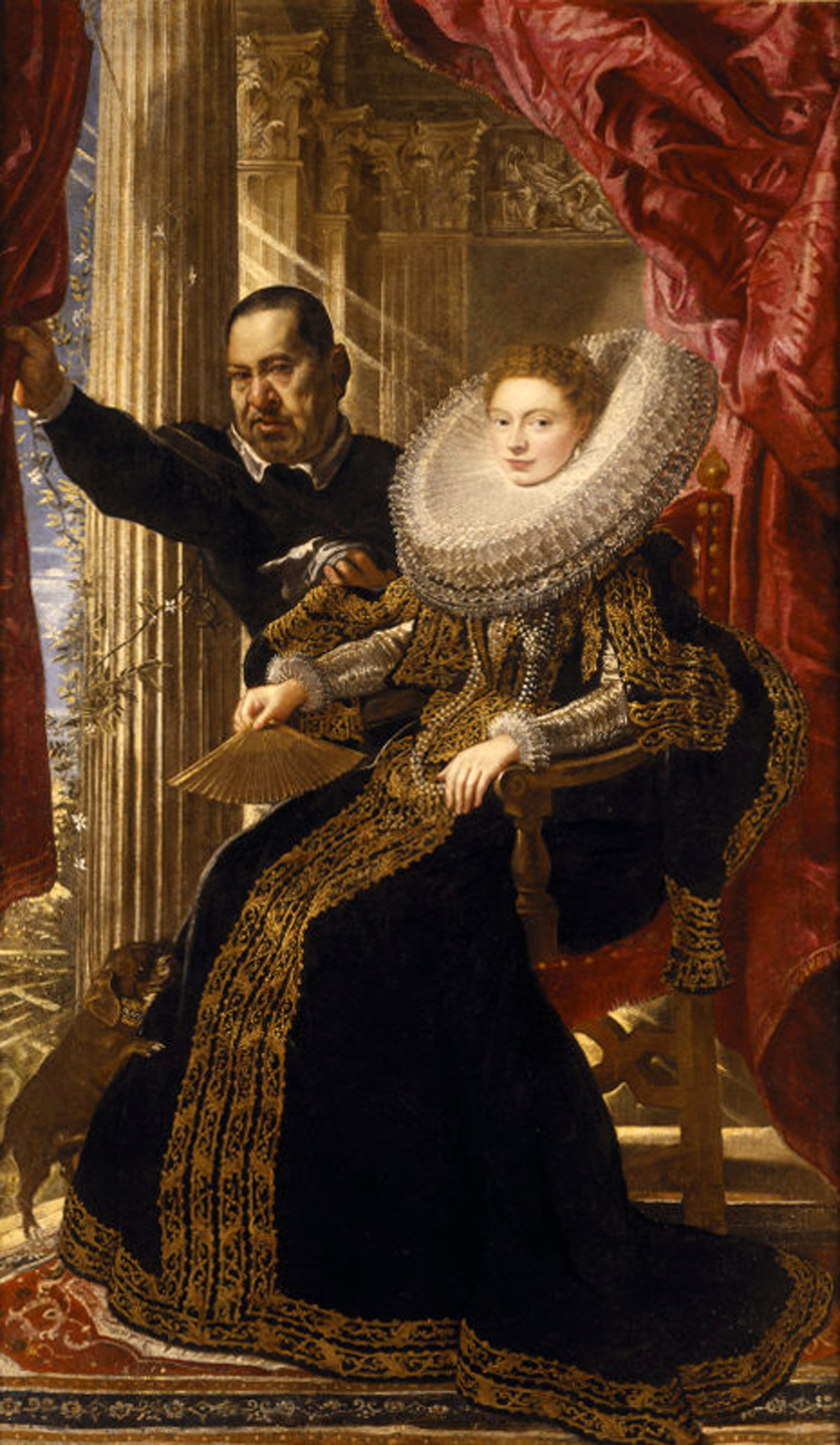
おそらく『従者を伴う侯爵夫人マリア・グリマルディの肖像』1607年ごろ キングストン・レイシー（英語版）所蔵
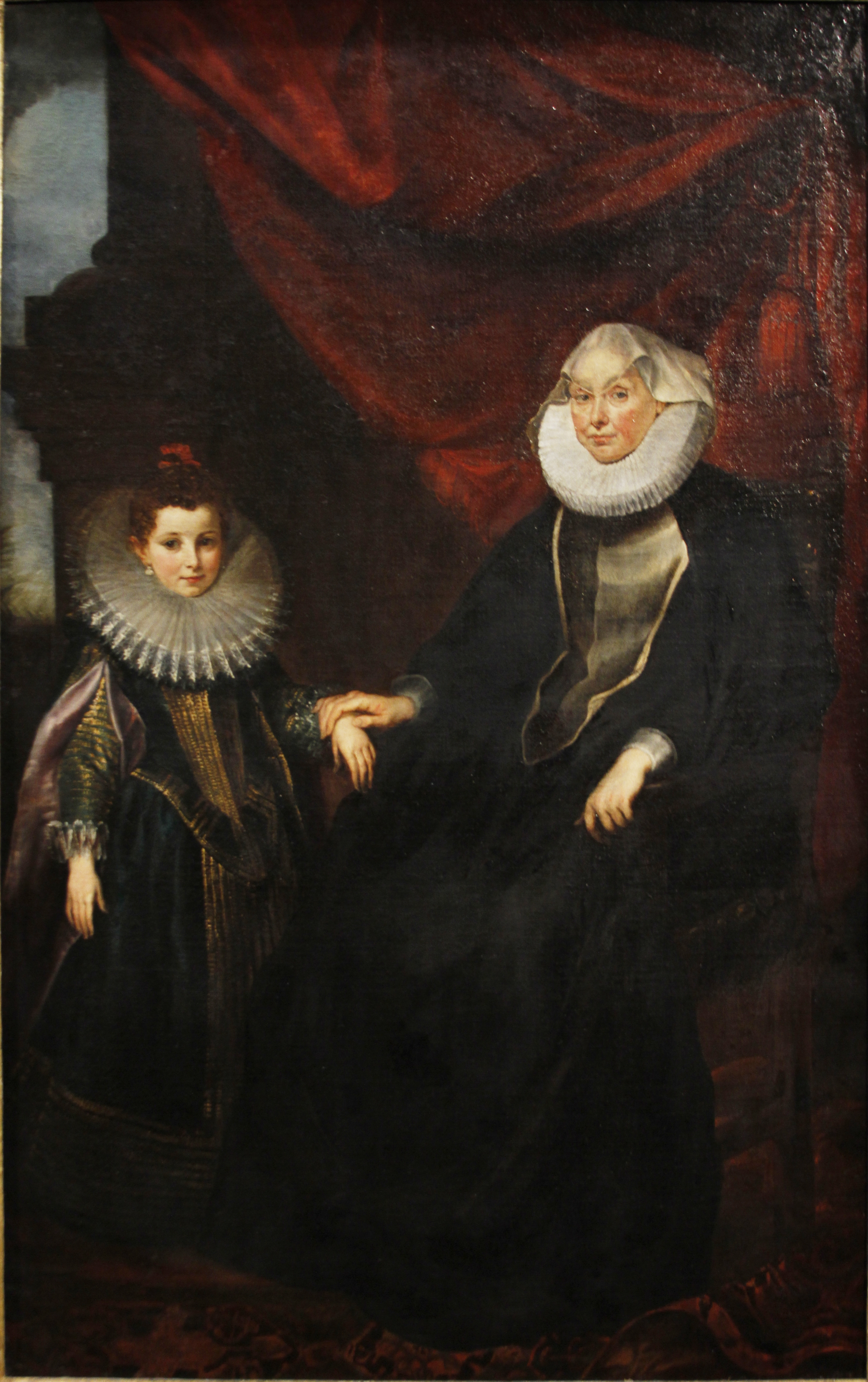
『侯爵夫人ビアンカ・スピノーラ・インペリアーレと孫娘マリア・ジョヴァンナ・セッラ』1606年ごろ シュトゥットガルト州立美術館所蔵